# Club de Fútbol Atlético Veracruz
O Club de Futebol Atlético Veracruz, mais conhecido como Atlético Veracruz, é um clube mexicano de futebol com sede na cidade de Córdoba.

## História
O clube foi fundado em 2013 como uma equipe afiliada da CD Veracruz . Em 2016, essa equipe desapareceu.
Em 2020, o clube foi refundado para participar da Liga de Balompié Mexicano.